# Cirrhicera cristipennis
Cirrhicera cristipennis är en skalbaggsart som beskrevs av Bates 1881. Cirrhicera cristipennis ingår i släktet Cirrhicera och familjen långhorningar.
Artens utbredningsområde är Guatemala. Inga underarter finns listade i Catalogue of Life.